# السوق العمودية والسوق الأفقية
تصنف السوق بشكل عام إلى صنفين , سوق عمودية وأفقية .
ويتم تحديد ما إذا كانت عمودية أو أفقية على أساس الشريحة المستهدفة في السوق أو منتجات السوق.

## ما هي السوق العمودية
السوق العمودية تعرف بالسوق المتخصصة وهي السوق التي تركز على توفير احتياجات محددة ومتخصصة لقطاعات معينة. وتكون أنشطة المشاركين في الأسواق العمودية متماثلة في العادة وذلك لأنها تهدف إلى حل مشاكل متماثلة ومتشابهة وغالبا ما تكون بيئة هذه الأسواق بيئة تنافسية وذلك نظرا لتركيزها على تقديم المنتجات والخدمات إلى شريحة محددة لكسب الزبائن.

## ما هي السوق الأفقية
السوق الأفقية أو السوق العامة هي السوق التي تلبي احتياجات مجموعة كبيرة من القطاعات وليس متخصصة بقطاع معين وهي عكس السوق العمودية. فأنشطة المشاركين بالسوق الأفقية تحاول تلبية مختلف احتياجات السوق الرأسية لتكسب وجودها في هذه الأسواق.

## مميزات وعيوب السوق العمودية مقارنةً بالسوق الأفقية
من مميزات السوق العمودية إن الحاضرين فيها من فئة معينة ومحددة جدا لذلك ستظهر أهداف صاحب السوق بشكل أكثر وسوف تكون هذه الأهداف أكثر تركيزا على هذه الفئة لتوفير ما تحتاجه بالضبط.
وهذا عكس ما نراه في السوق الأفقية, فصعوبة البحث في احتياجات القطاعات المختلفة تزداد وذلك لعدم وجود فئة مستهدفة ولعدم تخصصها في شيء معين مما يزيد في صعوبة توفير جميع الاحتياجات.
بالإضافة إلى ذلك , غالباً المستخدمون في السوق العمودية لديهم الرغبة للدفع أكثر للحصول على منتج متخصص مما يجعل التسعير في السوق العمودية أكثر ربحاً من السوق الأفقية
عيب السوق العمودية هو إن المنتجات أو الخدمات يجب أن يتدرجوا تمام ضمن إطار التركيز أو إنك لن تحصل على النتائج التي تريدها.

## أمثلة على السوق الأفقية
- برنامج معالج الكلمات حيث أنه يستخدم من قبل جميع القطاعات (تعليمي, شركات,... وغيرها) ولا يقتصر استخدامه على قطاع معين.
- الأعمال المصرفية
- شركات التأمين

## أمثلة على السوق العمودية
- السوق المتخصصة ببيع قطع المعدات التي تستخدم فقط من قبل شركات صناعة أشباه الموصلات
- شركات صناعة السيارات
- مذر كير وهي سوق متخصصة بتوفير احتياجات الأم والطفل (mother care).

## ميزة بدء تجار التجزئة الجدد بتكوين سوق عمودية
من مفاتيح نجاح بائعي التجزئة بدأهم في تكوين سوق عمودية, وذلك من خلال تغطيتهم لمنتج أو خدمة معينة غير مغطاة حاليا وتخصيص السوق لفئة معينة ,لأن تركيزهم على فئة معينة من الممكن أن يساهم في نجاحهم بسرعة وبذلك يكونون علامة تجارية لهم ويدخل في ذلك عوامل أخرى لمساعدتهم في هذا.
لذا إذا كنت دخيلا جديدا في السوق كبائع تجزئة عليك البدء في تكوين سوق عمودية وليس أفقية.